# Тофа
Тофа (Тоффа) (між 1840 і 1850 — 7 лютого 1908) — останній ахосу (володар) Аджаче в 1874—1908 роках.

## Життєпис
Походив з династії Агасуві. Син ахосу Соджі. Народився між 1840 і 1850 роком в Хогбону. 1864 року після смерті батька програв протистояння Мікпону й втік до м. Торі, а звідси під захист британців — до Лагосу. Відмовився від британської допомоги в поваленні Мікпона.
Зрештою перебрався під захист дагомейського ахосу Ґлеле. 1874 року після смерті чергового ахосу Аджаче — Мессе II — виступив з загоном у 200 дагомейських вояків, завдавши поразки претенденту на трон Согнінгбе, захопивши владу в Аджаче.
Намагався зберегти незалежність держави, маневруючи між Францією, Великою Британією та Дагомеєю. Зрештою вирішив 1882 року укласти угоду про визнання французького протекторату. Допоміг французам захопити невеличкі вождіства Дангбо і Кетену.
Він заохочував своїх співробітників відвідувати французькі школи, щоб здобути західну освіту, а також терпимо ставився до країни ісламу та християнства. Заснував Орден Чорної зірки.
1889 року військо Дагомеї виступило проти Тофи та його французьких союзників, почавши так звану першу франко-дагомейську війну. Згодом активно допомагав французам у підкоренні Дагомеї, що сталося 1894 року. За це зберіг формальну незалежність. Але з 1900 року поступово права ахосу обмежувалися, французька адміністрація набувала все більшої ваги.
Після смерті Тофи 1908 року титул ахосу було скасовано, а володіння Алджаче повністю приєднано до Французької Дагомеї.